# Isaria puberula
Isaria puberula är en svampart som beskrevs av Berk. 1841. Isaria puberula ingår i släktet Isaria och familjen Cordycipitaceae.   Inga underarter finns listade i Catalogue of Life.